# Bess Bonnier
Bess Bonnier (* 26. Mai 1928 in Detroit; † 6. Oktober 2011 in Grosse Pointe, Michigan) war eine US-amerikanische Jazzpianistin (auch Gesang), Komponistin und Musikpädagogin.

## Leben
Bonnier, die von Geburt an blind war, hatte als Kind klassischen Klavierunterricht (fünf Jahre in Public Schools in Detroit).  Sie erhielt nach der Schule zwei Jahre Unterricht bei Bendetsen Netzorg und studierte Solos von Art Tatum mit H. DeRemer.  An der Jefferson Junior High School in Detroit spielte sie drei Jahre Piano in der Tanzband (1941) und spielte noch während sie in der High School war 1944 bis 1946 mit Mike Norsesian. Nach ihrer Graduierung an der Southeastern High School studierte sie an der Wayne State University Musik und englische Sprache, musste ihr Studium jedoch unterbrechen, um als alleinerziehende Mutter ihre drei Kinder großzuziehen. Sie spielte 1946 bis 1954 als Freelancerin unter anderem mit Kenny Burrell, Doug Watkins, Paul Chambers, Billy Mitchell, Leo Osebald, Bill Spencer, Art Mardigan, Johnny und Marion DeVita, Major Holley, Pepper Adams, Al Aarons. 1954/55 spielte sie in der Band von Dave Heard und Tate Houston und 1955 bis 1960 und 1961 bis 1965 in eigenem Trio. 1960/61 und 1965 bis 1970 spielte sie mit Jack Brokensha. In den 1960er Jahren erwarb sie den Master-Abschluss in Englisch. Sie unterrichtete lange Jahre Jazzpiano und war 1973 bis 1976 Artist in Residence in öffentlichen Schulen in Detroit. In den 1980er Jahren und 1990 bis 1994 unterrichtete sie an der Grosse Point North High School und gründete 1994 die Grosse Point Academy of Music.  Sie trat u. a. am Detroit Institute of Arts, dem Detroit Piano Summit (1982, in New York), auf dem Detroit Jazz Festival, jährlich beim Montreux-Detroit-Festival und anderen lokalen Veranstaltungsorten auf.  1983 trat sie solo beim Kool Jazz Festival in New York auf und auf dem SUNY-Purchase.
Bonnier legte eine Reihe von Alben unter eigenem Namen vor; 1958 erschien ihr Debütalbum beim Chicagoer Label Argo. Zu ihren weiteren Alben gehört die Suite William (1999), eine Jazz-Kantate mit Texten von William Shakespeare, und Bess Bonnier and Other Jazz Birds (1985), bei dem sie mit Gastmusikern wie Roland Hanna und Pepper Adams spielte. 1981 trat sie mit ihren langjährigen Freunden Tommy Flanagan, Barry Harris und Roland Hanna beim Detroit Piano Summit in einer New Yorker Kirche auf. Als bevorzugte Musiker nannte sie im Feather/Gitler Tommy Flanagan, Barry Harris, Hank Jones, Bill Evans.
In den 1960er Jahren arbeitete sie mit dem Vibraphonisten Jack Brokensha; ihre Kooperation ist auf dessen Album Xmazz dokumentiert, auf dem sich auch ihre Komposition „Christmas Rag“ findet. Lange Jahre war sie auch als Artist in Residence und als Musikpädagogin an Schulen im Raum Detroit tätig.
1986 wurde sie Women of the Year an der Wayne State University und Artist of the Year der Michigan State Foundation for the Arts. 1990 erhielt sie den Governor’s Award des Staates Michigan.

## Lexikalische Einträge
- Leonard Feather, Ira Gitler: The Biographical Encyclopedia of Jazz. New York, Oxford University Press 1999; ISBN 0-19-532000-X.

## Diskographische Hinweise
- Theme for the Tall One (Argo 1958)
- Love Notes (Rhino, 1988) mit Paul Keller, Cary Kocher, Pete Siers
- Noteworks mit Brokensha, AEM

Sie hatte ein eigenes Label Noteworks.